# JB5
JB5（ジェイビーファイブ）は、男性5人組のユニットである。「JUNON BOY 5」の略。

## 略歴
2007年、第19回ジュノン・スーパーボーイ・コンテストのファイナリストにより結成。雑誌「JUNON」のみのユニットで、2007年12月20日をもって解散（卒業）した。

## メンバー
- 溝端淳平（みぞばた じゅんぺい、1989年6月14日 - ）グランプリ受賞

エヴァーグリーン・エンタテイメント所属。
- 池田純（いけだ じゅん、1992年10月27日 - ）準グランプリ受賞

ジェイロック所属。
- 久保翔（くぼ しょう、1989年5月25日 - ）マイ・フェア・ボーイ賞受賞

スターダストプロモーション所属。
- 標永久（しめぎ えのく、1989年12月3日 - ）最終選考出場

プラチナムプロダクション所属。
- 小堀慎平（こぼり しんぺい、1987年6月23日 - ）最終選考出場

ヴィジョンファクトリー所属。